# Caenomorpha
Caenomorpha (im Deutschen auch Schlammschrauben oder Schraubentierchen) ist eine Gattung tierartiger Protisten aus dem Stamm der Wimpertierchen (Ciliaten).

## Vorkommen
Caenomorpha sind in ihren Verbreitungsgebieten oft sehr zahlreich. Zu diesen gehören vor allem der Bodensatz kleiner Tümpel, der Faulschlamm von Stauseen, Tümpeln, Teichen oder von Flüssen, oder Abwässern. Die Tiere schrauben sich dort durch den Schlamm oder durch das freie Wasser. Sie gehören zu den eher wenigen Protisten, die in polysaproben Gewässern vorkommen.

## Arten
Caenomorpha ist eine artenreiche Gattung. Zu dieser gehören zum Beispiel:
- Caenomorpha medusula
- Caenomorpha lauterborni „Zweistachliges Schraubentierchen“
- Caenomorpha uniserialis „Dornen-Schlammschraube“